# Proveedor de servicios de navegación aérea

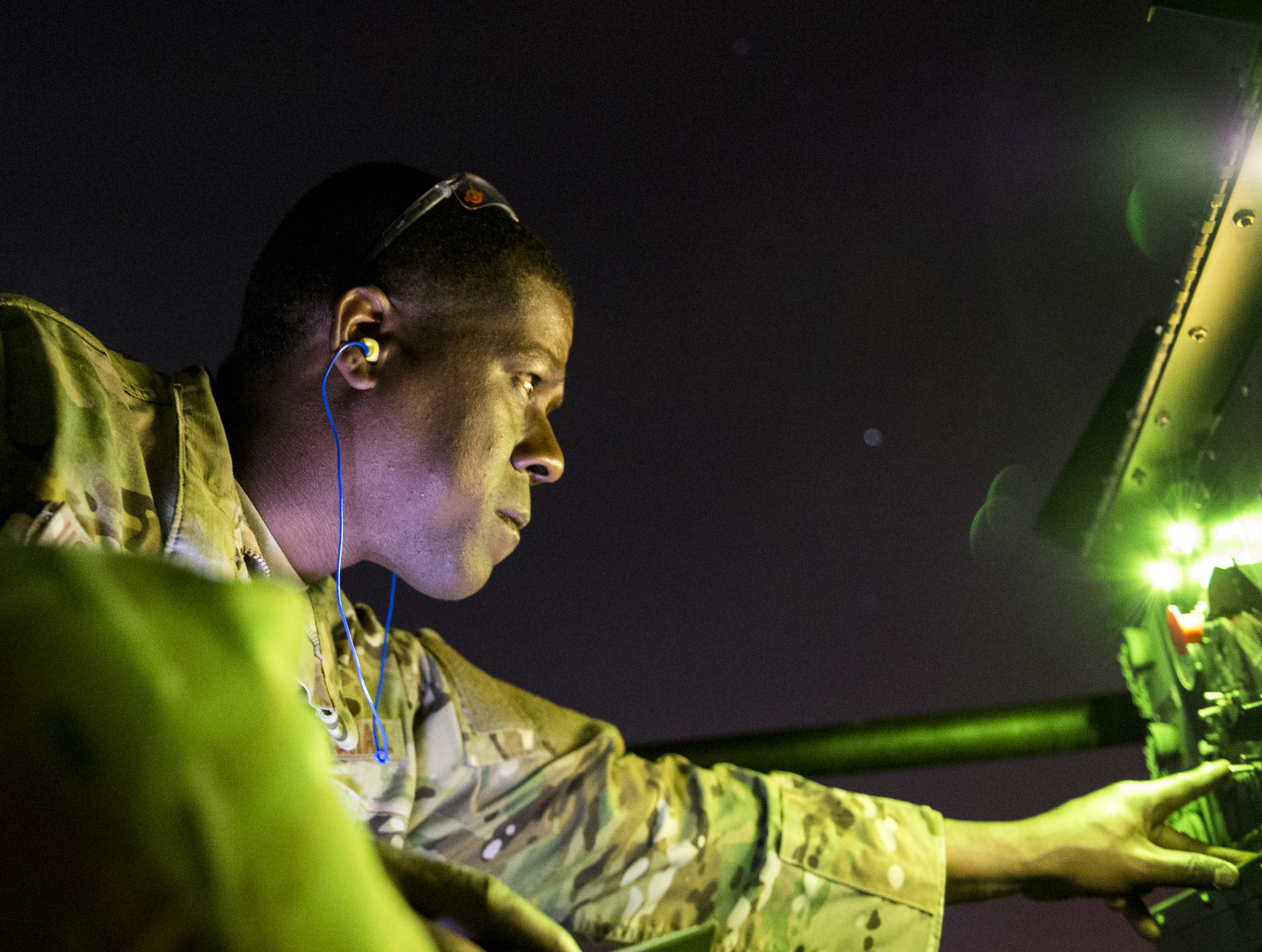
Tecnología de la Guardia Nacional Aérea de Mississippi

Un proveedor de servicios de navegación aérea (ANSP) es la organización que separa aeronaves en suelo o en vuelo, en un bloque dedicado de espacio aéreo, en representación de un Estado o de varios Estados. 
Los "Air Navigation Service Providers" son o bien Departamentos gubernamentales, empresas estatales, u organizaciones privadas. La mayoría de los proveedores del mundo de servicios de navegación aérea se unen en la Civil Air Navigation Services Organisation localizada en el Aeropuerto de Ámsterdam-Schiphol.